# Wipeout 64
Wipeout 64 es el tercer videojuego de la serie Wipeout y el único para Nintendo 64. En el momento de su lanzamiento, los desarrolladores de Psygnosis habían sido propiedad durante 5 años de Sony Computer Entertainment, en cuyo hardware han sido lanzados en exclusiva los juegos subsecuentes de la serie Wipeout.
Establecido en 2098, justo un año después de Wipeout 2097, Wipeout 64 introdujo varios elementos en la serie Wipeout: el control analógico fue adoptado (gracias al stick analógico de Nintendo 64), un modo multijugador a pantalla partida hizo aparición por primera vez, al igual que el Challenge Mode - donde el jugador tiene que completar un conjunto de desafíos en las clases y pistas predefinidas: consiguiendo el mejor tiempo (Time trial), la posición más alta (Race) o eliminando a la mayoría de los oponentes (Weapon).

## Jugabilidad
La mayoría de los aspectos del juego no diferían de los dos títulos anteriores. Wipeout se basa en una configuración anti-gravedad futurista donde los pilotos competirían entre sí o con oponentes de la IA controlados por computadora para terminar en la posición más alta posible. La jugabilidad Wipeout se inspira en los paralelos de Fórmula 1; En lugar de usar la aerodinámica para aumentar el agarre de la rueda por la fuerza hacia abajo para velocidades de giro más rápidas, Wipeout utiliza un método ficticio de frenado por aire para lograr una fuerza de giro aún mayor.
Wipeout 64 ofrece la mayoría de las mismas funciones que Wipeout 2097, junto con nuevas armas únicas para cada equipo. Las nuevas adiciones a la interfaz de armas incluyen la capacidad de disparar tres cohetes a la vez y misiles de bloqueo trasero. Las armas que regresan incluyen los misiles guiados, las ametralladoras y los pernos de plasma. Exclusivo de Wipeout 64 es un potenciador de armas desbloqueable llamado "Ciclón" que le permite al jugador fortalecer el poder de sus armas. También está la inclusión de un contador de eliminación que mide cuántos oponentes fueron eliminados en una carrera por el jugador. Esto allanó el camino para el modo Eliminator introducido en Wipeout 3.
Wipeout 64 también presentó el modo multijugador de pantalla dividida por primera vez, así como una nueva adición llamada 'Modo Desafío'. El modo de desafío es donde el jugador tiene que completar conjuntos de desafíos en clases y pistas predefinidas ya sea para obtener el tiempo más rápido en una contrarreloj, la clasificación más alta en una carrera, o eliminar a la mayoría de los oponentes a través de un 'combate a muerte' basado en armamento.
La mayoría de las pistas en Wipeout 64 cuentan con diseños duplicados de circuitos de pistas seleccionadas en Wipeout y Wipeout XL, establecidas en diferentes ubicaciones. Algunas conversiones no son perfectamente precisas, ya que algunas esquinas se suavizaron o cortaron por completo, se cambiaron las elevaciones y no hubo secciones de pista divididas.

## Desarrollo
Al igual que con todos los juegos de la serie, Wipeout 64 fue desarrollado por el desarrollador de Liverpudlian, Psygnosis y publicado por Midway Games, lo que marca la primera y única vez en la serie de Wipeout donde uno de los juegos no fue publicado por Psygnosis o SCE Studio Liverpool (su nombre futuro). El juego es uno de los pocos títulos de N64 que tienen tiempos de carga notables, disfrazados por la solicitud "Por favor, espere". Los tiempos de carga entre niveles en Wipeout 64 duran unos segundos debido a la necesidad de descompresión del sonido, según Psygnosis en una entrevista posterior con IGN. Psygnosis usó la varilla analógica de Nintendo 64 para su beneficio; lo que hace que el D-Pad quede obsoleto para que las naves puedan responder de forma rápida y más precisa en cuanto a la mejora de los juegos más antiguos.

### Audio
A pesar de la capacidad limitada de un cartucho de juego, Wipeout 64 logró encajar nueve pistas de música, en su mayoría de los compositores Rob Lord y Mark Bandola (acreditado como "PC MUSIC" en el juego), con pistas adicionales de Fluke y Propellerheads. A diferencia de sus dos predecesores, el equipo de música interno de Psygnosis, CoLD SToRAGE, no produjo música para este juego, aunque las obras de CoLD SToRAGE aparecen en los futuros juegos de Wipeout.
Los anunciadores de la carrera superan a Wipeouts y Wipeout 3 haciendo que una voz masculina declare qué armas están a punto de usarse contra el jugador; una voz femenina da la bienvenida a los jugadores a los cursos y anuncia los eventos en la carrera y el resultado.

## Recepción
El juego recibió críticas mixtas entre elogios y críticas considerables de los críticos. El juego recibió una puntuación global de 84/100 de Metacritic. Los revisores quedaron impresionados con la innovación y la complejidad que ofrecía el juego; En su mayoría, afirmaba que Wipeout 64 tenía "todo lo que necesita un corredor futurista, una gran variedad de pistas, embarcaciones bien diseñadas, armas, numerosos modos de juego y velocidad".
Los gráficos fueron bien recibidos de la crítica. IGN comentó que Wipeout 64 era un juego superior para F-Zero X. IGN elogió el juego en sus gráficos, diciendo en el veredicto que las imágenes "son absolutamente hermosas" y que la banda sonora y los efectos de sonido del juego eran "top-muesca", y que incluía audio de realce limpio y excelentes ruidos de "raspado". A pesar de los elogios considerables, Joe Fielder, de GameSpot, comentó en forma negativa que los gráficos en Wipeout 64 no cumplían con el par establecido por Wipeout 2097 que se lanzó para PlayStation dos años antes. Fielder notó, sin embargo, que el nuevo modo multijugador fue el principal avance del juego sobre los títulos anteriores.
La mayoría de las revisiones compararon el juego con F-Zero X, que se lanzó un mes antes, con la suposición general de que el propio piloto futurista de Nintendo ofrecía más pistas y carreras, pero Wipeout 64 contenía una atmósfera y un diseño de pistas superiores. GameSpot le dio al juego una puntuación más baja de 6.9 sobre 10, lo que indica que "WipeOut 64 no es horrible, simplemente se siente como el primer esfuerzo del desarrollador para el sistema a veces, lo cual es". "Sayewonn" de Gaming Age le dio a Wipeout 64 8 de cada 10 estrellas, elogiando sus nuevas innovaciones, especialmente su control analógico, y dijo que "la adaptación de los controles analógicos fue la mayor mejora en los juegos de carreras realizados y Wipeout 64 lo demuestra maravillosamente". Sayewonn también notó que el juego aún tenía una "curva de aprendizaje", y dijo que "no es tan brutal como el primer juego, pero definitivamente es más difícil que el XL mucho más fácil". Sin embargo, a pesar de ser un complemento de Wipeout 64, tanto GameSpot como Gaming Age recomendaron comprar F-Zero X en su lugar.
La opinión está dividida sobre si Wipeout 64 simplemente combina los puntos positivos de los dos juegos anteriores, o es lo suficientemente diferente como para ser considerado una secuela por derecho propio. Los elementos elogiados incluyen gráficos "más bonitos" y "más graciosos" en comparación con F-Zero X. Las ventanas emergentes y una velocidad de fotogramas lenta se mencionan repetidamente como problemas, pero solo cuando la pantalla se divide hasta tres o cuatro veces en el modo multijugador.